# Benzoil

A benzoil-klorid szerkezete

A szerves kémiában a benzoil a benzoesav acilcsoportja, képlete C6H5CO−. Nem keverendő össze a benzilcsoporttal, utóbbi a toluol (metilbenzol) egyik metil hidrogénjének eltávolításával keletkező ion vagy gyök. A benzil szubsztituenst „Bn”-nek, míg a benzoilcsoportot „Bz”-nek szokták rövidíteni.
A szerves kémiai szintézisek során gyakran használják védőcsoportként a benzoilcsoprtot, mely híg lúgos oldatban történő hidrolízissel könnyen eltávolítható.

## Fordítás
Ez a szócikk részben vagy egészben a Benzoyl című angol Wikipédia-szócikk ezen változatának fordításán alapul.  Az eredeti cikk szerkesztőit annak laptörténete sorolja fel. Ez a jelzés csupán a megfogalmazás eredetét és a szerzői jogokat jelzi, nem szolgál a cikkben szereplő információk forrásmegjelöléseként.